# Adelostigma athrixioides
Adelostigma athrixioides là một loài thực vật có hoa trong họ Cúc. Loài này được Steetz mô tả khoa học đầu tiên.